# Tomáš Vondrášek
Tomáš Vondrášek (* 26. října 1987) je český fotbalový záložník, který momentálně působí v klubu FK Teplice.
S manželkou Zuzanou má dceru Ellu (* 2016).

## Klubová kariéra
Tomáš Vondrášek je odchovancem FK Baník Sokolov, odkud ve věku 16 let odešel do Teplic. Z klubu FK Teplice odešel několikrát na hostování, nejprve na jaře 2007 do FK Ústí nad Labem, poté v létě 2007 do FK Baník Sokolov. Ve FK Ústí nad Labem hostoval i po celý rok 2008.
Disciplinární komise potrestala Tomáše Vondráška pokutou 20 000 Kč za nafilmování pádu v utkání v listopadu 2011 v ligovém zápase Teplic proti 1. FC Slovácko. Z nařízené penalty padl vítězný gól na konečných 2:1.

Ve fotbalové kariéře ho brzdila zranění. V červnu 2013 si na turnaji v Dubí přetrhl křížový vaz v koleni a musel podstoupit operaci. V sezoně 2013/14 tak poprvé nastoupil do ligového zápasu až 2. března 2014 proti SK Sigma Olomouc (výhra 4:0). V dubnu 2016 byl přeřazen z A-mužstva Teplic do juniorského týmu.